# هوغو كارفاغال
هوغو كارفاغال هو مسؤول وعسكري وسياسي فنزويلي، ولد في 1 أبريل 1960 في بويرتو لا كروز في فنزويلا. نشط حزبياً في الحزب الاشتراكي الموحد الفنزويلي. وقد انتخب عضو الجمعية الوطنية في فنزويلا ‏.